# Pavel Průša
Pavel Průša (* 24. listopadu 1961) je bývalý československý fotbalista, brankář.

## Fotbalová kariéra
V československé lize chytal hrál za FC Vítkovice a TJ Tatran Prešov. Nastoupil ve 24 ligových utkáních. V sezoně 1985/1986 získal s TJ Vítkovice mistrovský titul. V Poháru mistrů evropských zemí v sezóně 1986–1987 nastoupil ve 3 utkáních. V nižších soutěžích chytal za TJ Dynamo České Budějovice a TJ VTŽ Chomutov.

## Ligová bilance
| Ročník                                   | Zápasy | Góly | Klub                       |
| ---------------------------------------- | ------ | ---- | -------------------------- |
| Česká národní fotbalová liga 1984/85     | 29     | 0    | TJ VTŽ Chomutov            |
| 1. československá fotbalová liga 1985/86 | 5      | 0    | TJ Vítkovice               |
| 1. československá fotbalová liga 1986/87 | 11     | 0    | TJ Vítkovice               |
| 1. československá fotbalová liga 1987/88 | 8      | 0    | TJ Tatran Prešov           |
| Slovenská fotbalová liga 1988/89         | 14     | 0    | TJ Tatran Prešov           |
| Česká národní fotbalová liga 1988/89     | 4      | 0    | TJ Dynamo České Budějovice |
| Česká národní fotbalová liga 1989/91     | 30     | 0    | TJ Škoda Plzeň             |
| Česká národní fotbalová liga 1991/92     | 15     | 0    | TJ VTŽ Chomutov            |
| CELKEM 1. liga                           | 24     | 0    |                            |

## Trenérská kariéra
Po skončení aktivní kariéry působí jako trenér brankářů – 2003–2006 FK Chmel Blšany, 2006–2014 FC Viktoria Plzeň,2014–2016 1. FK Příbram, 2016–2019 FC Viktoria Plzeň, 2019 SK Dynamo České Budějovice.